# Wilhelm Bäckman
Anders Olof Wilhelm Bäckman, född 12 november 1824 i Stenberga socken, Jönköpings län, död 14 april 1911 i Österteg, Umeå landsförsamling, var en svensk sagoförfattare och sångdiktare. 
Bäckman var son till kyrkoherden Carl Gustaf Bäckman och hans hustru Eva Sofia Andersson samt gift med två döttrar till Mathias Ulrik Silfwerbrand.
Bäckman var elev vid Växjö gymnasium och avlade sedan studentexamen i Uppsala. År 1850 flyttade han till Stockholm för att arbeta som privatlärare och litteratör. Senare arbetade han som telegrafassistent i Göteborg 1855–1858 och i Stockholm, Haparanda och Råneå 1858–1860. Han utnämndes 1860 till telegrafkommissarie i Kalix och 1883 fick han samma befattning i Nordmaling, där han gick i pension 1887. Han lät publicera sin första sagosamling Sjöjungfruns sagor i två delar 1850 och 1851. Texterna var sagor i H. C. Andersens stil. Han gav ut ett 80-sidigt sånghäfte 1854 med titeln Julafton. Sånger, berättelser och sagor för barn, vari ingick Gamla farmor skrynklig är och grå.